# San Martín (Mendoza)
San Martín is een plaats in het Argentijnse bestuurlijke gebied San Martín in de provincie Mendoza. De plaats telt 49.491 inwoners.

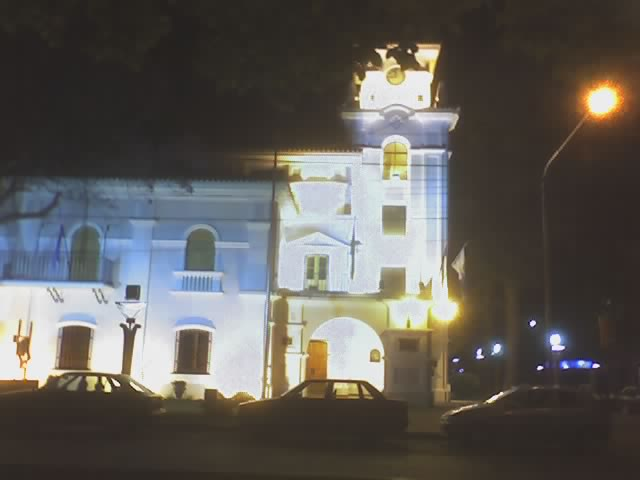
Gemeentehuis